# Pablito el drito
Pablo Pistolesi, noto anche con lo pseudonimo di Pablito el Drito (Milano, 21 aprile 1974), è un disc jockey, produttore discografico e scrittore italiano.

## Biografia
Dopo aver partecipato alla scena d.i.y. milanese come fonico e organizzatore di concerti, si appassiona alla musica elettronica. Nel 1996 inizia la sua attività come disc jockey prevalentemente in situazioni off (centri sociali, piccoli club, squat, bar alternativi) partecipando anche alla nascente scena rave italiana. Nel frattempo, nell'anno accademico 1999/2000 si laurea a pieni voti in Storia Moderna all'Università Statale di Milano con Giulio Giorello, docente di filosofia della scienza, con una tesi dal titolo "Tecnologia telematica e filosofia del cyberspazio". 
Pioniere della chiptune italiana, dal 2007 in poi partecipa insieme a Tonylight, e in seguito a Kenobit e Arottenbit, al collettivo Micromilano, nodo milanese della rete chiptune micromusic.net. Nel 2008 è cofondatore dell'etichetta Rexistenz. Con i vecchi videogames degli anni ottanta e novanta ha realizzato otto dischi e tracce per svariate compilation internazionali. Nel 2013 insieme a Rosario Gallardo crea Atti Osceni, un format che coniuga musica elettronica live e performance post-porno.
Parallelamente all'attività musicale coltiva la passione per la scrittura, che lo porta a collaborare per oltre dieci anni con il settimanale eretico MilanoX. È autore di romanzi e saggi sulla scena musicale d.i.y.    si occupa di argomenti relativi a sostanze e narcotraffico in un'ottica di riduzione del danno. Ha contribuito con testi e interviste a numerose fanzine italiane ed estere, scrivendo articoli per testate come Vice e Internazionale. Compare nel documentario The Brown Heart of Asia, di Cinzia Puggioni. 
È dj resident del Premio Dubito di poesia con musica e fondatore dell'Archivio Primo Moroni. Collabora stabilmente con l'editore milanese Agenzia X e con il Centro Studi Libertari Archivio G. Pinelli. A proposito della sua attività di dj in coppia con Fabrizio d'Arcangelo l'influente sito Resident Advisor ha detto "Few artists in Italy have ventured as deep into the frontiers of dance music as Pablito el Drito and D'Arcangelo. Don't miss their all-vinyl takeover...".  
Cultore della techno originaria, si esibisce sia in live set realizzati con tecnologie a bassa fedeltà, sia con i più classici vinili. 
Si è esibito con moltissimi artisti, tra cui A034, Gab Gato, Cdatakill, V-Atak, 8GB, Giona Vinti, Hekate, Otolab, Bubblyfish, Anna Bolena, Fire at work, Drama Nui, Zu, Ovo, D'Arcangelo, Shitmat, Nemeton, Seppuku, Kleopatra J, Alberto Guerrini aka Gabber Eleganza, Luke Vibert, Chistoph Fringeli, Mat64, Aonami, Freddy K, Maskk, Mr.Ties, Dave Monolith, Dj Balli, Francesco Zappalà, Økapi, Uochi Toki, Ben Pest, The Squire Of Gothos, Teknodonuts, NNNNNNNNNN, Toriena, Deda, Kenobit, DØGM, Cymba, Stu, Kodek, Sour, Boaconstructor, Dot.AY, Shockraver, Andrea Benedetti, dj Kriminal, Lory D, Stek (Acid Drops), Pippo (Acid Drops), Dep (Kernel Panik), Dj Vigor (Otierre), Franco Falsini.
Ha collaborato con diversi musei, teatri, cinema, associazioni, centri culturali (Padiglione d'arte contemporanea di Milano, Teatro Elfo Puccini, Teatro Out Off, le Cyclop, Cittadellarte -Fondazione Pistoletto-, Teatro Rossini, Museo di fotografia contemporanea, Temporary Museum, Museo d'arte moderna di Bologna, XNL, BASE Milano, Stecca 3.0, Giardini Luzzati, Exviri, Nuova cinematografica Gioiello, Forte Antenne, Teatro della Tosse, Il Cinemino, Cinema Beltrade, Urbex Walkscapes), gallerie (XLAB, 6b, Spazio Concept, Kunsthaus Tacheles, Limited, Cripta747, Emilia Ruvida, ARTiglieria) ed eventi d'arte contemporanea (MiArt, Milano Film Festival, Contemporary Cluster, AFA-Attenzione Frequenze Anomale, Torino Synth Meeting, Green Art Festival, Après Cargo).

## Discografia

### Progetti solisti
- Bit Bubbles, Rxstnz/Idroscalo dischi, 2009
- Backroom Industry, Rxstnz/Idroscalo dischi, 2010 (cover di Akab)
- Smogville, Rxstnz/Idroscalo dischi, 2010
- Little Computer Disco, Rxstnz, 2012
- Nerdcore, Rxstnz, 2012
- Kleptocracy, Rxstnz, 2015
- Zombie Moroder, Vinyl Preservation Syndicate, 2016
- Low Tech Division, Rxstnz, 2020

### Compilation
- Overreaction Vol. 1, Dilated Pupils Rec
- Overreaction Vol. 2, Dilated Pupils Rec
- 8-Bit Compilation - Italian Micromusic Scene, Cou Cou
- 8BITes Of Pizza Italian Micromusic Compilation, Cou Cou
- Italian Micromusic 4 Japan, Coucou Netlabel, Rxstnz, To Lose La Track
- Unlock, Electronic Fog Records

### Produzioni
- Dumbsteppers, Rxstnz, 2010
- L'ironia della Sorte, Rxstnz, 2011
- Mutant Dancefloor, Rxstnz, 2013
- Beyond the Void, Rxstnz 2013 (cover di Akab)
- Kenobit, Kenobit, Not on Label, 2013 (cover di Lorenzo Ceccotti)
- Kenobit & Bisboch, Tsuzuku, Distant Future, 2019 (cover di Lorenzo Ceccotti))

## Libri
- Chi ha ucciso la piazza, contributo in Re/Search - Milano- Mappa di una città a pezzi Aa Vv, Milano, Agenzia X, 2015
- Edit, re-edit, remix, mash-up  contributo in Frankenstein goes to holocaust R. Balli, Milano, Agenzia X, 2016
- Once Were Ravers, Milano, Agenzia X, 2017
- Rave in Italy, Milano, Agenzia X, 2018
- La Scena Rave, contributo in Università della Strada Aa Vv, Milano, Agenzia X, 2018
- Diversamente pusher, Milano, Agenzia X, 2019
- Dalla Parte del Torto. Una storia hippie, punk e rave con Dome la Muerte (Domenico Petrosino), Milano, Agenzia X, 2020
- Lo spettro della droga. Storia, cultura e politica delle sostanze, Milano, Agenzia X, 2021
- Senza chiedere permesso. Flyer e immaginari del rave, Milano, Agenzia X, 2023
- La macchinica allucinazione della techno, contributo in Musica Concreta (a cura di Stefano Ghittoni), Milano, Milieu Edizioni, 2024